# Mancini Antal
Mancini Antal (Kassa (Abaúj megye), 1746. június 13. – Pozsony, 1783. április 14.) doktor, Jézus-társasági áldozópap és tanár.

## Élete
1760. október 17-én lépett a rendbe; a bölcseletet Nagyszombatban, a teológiát Kassán hallgatta; a grammatikai osztályban tanított. Midőn a rendet feloszlatták (1773) II. éves teológus volt; ekkor az esztergomi főegyházmegyébe lépett át világi papnak és Pozsonyban a humaniorák tanára volt. Nevét Manczininek is írták.

## Munkái
- Compendiaria politioris literaturae notitia in usum nobilis juventutis hungaricae conscripta. Posonii et Cassoviae, 1777-79. Két kötet, 2 rézmetszettel (I. Previae notiones historiae, Chronologia, Geographia veteris et medii aevi, Heraldica cum ordinibus equestribus Europae. II. Diplomatica, Ars graphica, Tachygraphica, Sphragistica, imprimis Hungariae, III. Notitia universae rei nummariae, hebraeorum, graecorum, romanorum et omnium Europae statuum).
- Primi hungarorum regis apostolici S. Stephani vita. E pervetusto codice ms. celeberrimi monasterii Mellicensis excerpta. Posonii, 1781 (névtelenül)
- Commentatio historica de vetere reginas Hungariae coronandi more, et quid inde juris consequutae videantur? Conscripta ab E. C. M. V. C. P. G. Hely n, 1782